# Kijo
|  | Aquest article tracta sobre la població del Japó. Si cerqueu el personatge de Dragonlance, vegeu «Kiri-Jolith». |

Kijo 木城町 (Kijō-chō) és una vila japonesa al Districte de Koyu, Prefectura de Miyazaki. El 2003, tenia una població estimada de 5.686 i una densitat de 38,94 habitants per km². La superfície total és de 146,02 km².